# 일반 유권자의 인터넷 사전선거운동 금지 사건
일반 유권자의 인터넷 사전선거운동 금지사건(2008헌바169)은 인터넷상 표현의 자유의 한계를 지은 유명 대한민국 헌법재판소 판례이다.

## 사실관계
청구인은 제17대 대통령선거에 영향을 미치게 하기 위하여 대통령선거 입후보 예정자인 박근혜의 인터넷 홈페이지 '네티즌 정치 겔러리'에 위 선거 입후보 예정자인 이명박의 지지를 반대하거나 박근혜를 지지하는 내용이 포함되어 있는 사진과 글을 게시한 혐의로 기소되어 재판개속 중, 후보자 등에게만 기간 제한 없이 자신이 개설한 인터넷 홈페이지를 이용한 선거운동을 허용하는 공직선거법 제59조 제3호가 선거운동의 기회균등원칙 및 평등원칙에 위배된다고 주장하며 위헌심판 제청신청을 하였으나 기각되자, 이 사건 헌법소원심판을 청구하였다.

## 주문
공직선거법(2005. 8. 4. 법률 제7681호로 개정된 것) 제59조 제3호는 헌법에 위반되지 아니한다.

## 이유

### 재판의 전제성
심판의 대상이 되는 법률은 법원의 당해 사건에 직접 적용되는 법률인 경우가 대부분이겠지만, 당해재판에 적용되는 법률이라면 반드시 직접 적용되는 법률이어야 하는 것은 아니고, 영규범 사이에 내적 관련이 있는 경우에는 간접 적용되는 법률규정에 대하여도 재판의 전제성을 인정할 수 있다.
이 사건 법률조항은 '이 법의 규정'이라는 형태로 당해 사건에 적용된다고 볼 수 있고, 이 사건 법률조항에 대하여 헌법불합치 결정이 선고되어 일반 국민도 선거운동기간 전에 인터넷 홈페이지를 이용한 선거운동이 가능하게 된다는 취지의 개선입법이 이루어진다면, 청구인의 행위 역시 무죄 선고될 가능성이 있으므로 재판의 전제성이 인정된다.

### 제한되는 기본권
선거운동의 제유가 제한되며 헌법상 평등원칙에 위반되는지 문제된다.
온라인 공간의 빠른 전파 가능성 및 익명성에 비추어 볼 때, 허위사실 공포의 처벌이나 후보자 등의 반론 허용 등 단순한 사후적 규제만으로 혼탁선거 및 선거의 불공정성 문제가 해소되기는 어렵다. 현실적으로 허용되는 선거운동기간이나, 선거운동 유형을 결정함에 있어서 후보자와 일반 유권자를 동일하게 취급하여야 할 헌법적 당위성이 도출된다고 보기 어려우므로, 이 사건 법률조항에 의한 차별취급은 합리성이 인정된다. 

## 참고 문헌
- 2008헌바169